# Anabelle Smith
Pour les articles homonymes, voir Smith.
Anabelle Smith est une plongeuse australienne née le 3 février 1993. Elle a remporté la médaille de bronze du tremplin à 3 m synchronisé aux Jeux olympiques d'été de 2016 à Rio de Janeiro avec Maddison Keeney.